# Kuddsnack
"Kuddsnack" är en sång skriven av Lars Olof Larsson, Ted Larsson (nytt namn: Ted Leinsköld), Ken Siewertson och Mats Carinder och ursprungligen inspelad av Factory och släppt på singel 1979, med "Är det konstigt att man är rädd" som B-sida, samt på gruppens andra och sista studioalbum Factory II 1979.

## Låtlista
1. "Kuddsnack" – 4:01
2. "Är det konstigt att man är rädd" – 4:58

## Listplaceringar
| Lista (1979) | Position |
| ------------ | -------- |
| Sverige      | 10       |

### Fotnoter
1. ↑  Information i Svensk mediedatabas.
2. ↑  Placering på den svenska singellistan